# S/S Hälsingborg (1912)
S/S Hälsingborg var en svensk och senare dansk passagerarfärja som oftast körde rutten mellan Köpenhamn och Helsingborg vidare till Mölle från 1912 fram tills 1955.

## Historik
Fartyget sjösattes 8 juni 1912 och sattes i trafik på Öresund för Svenska Rederi AB Öresund som mestadels bestod i trafik från den danska huvudstaden till Helsingborg för vidare rutt till Mölle. Året 1946 så överfördes fartyget till Dampskibsselskabet Øresund då namnet ändrades till Helsingborg och fartyget var i tjänst tills 1955. Därefter såldes hon till Eisen & Metall K.G. Lehr & Co i Hamburg och skrotades 1956.

## Bildgalleri

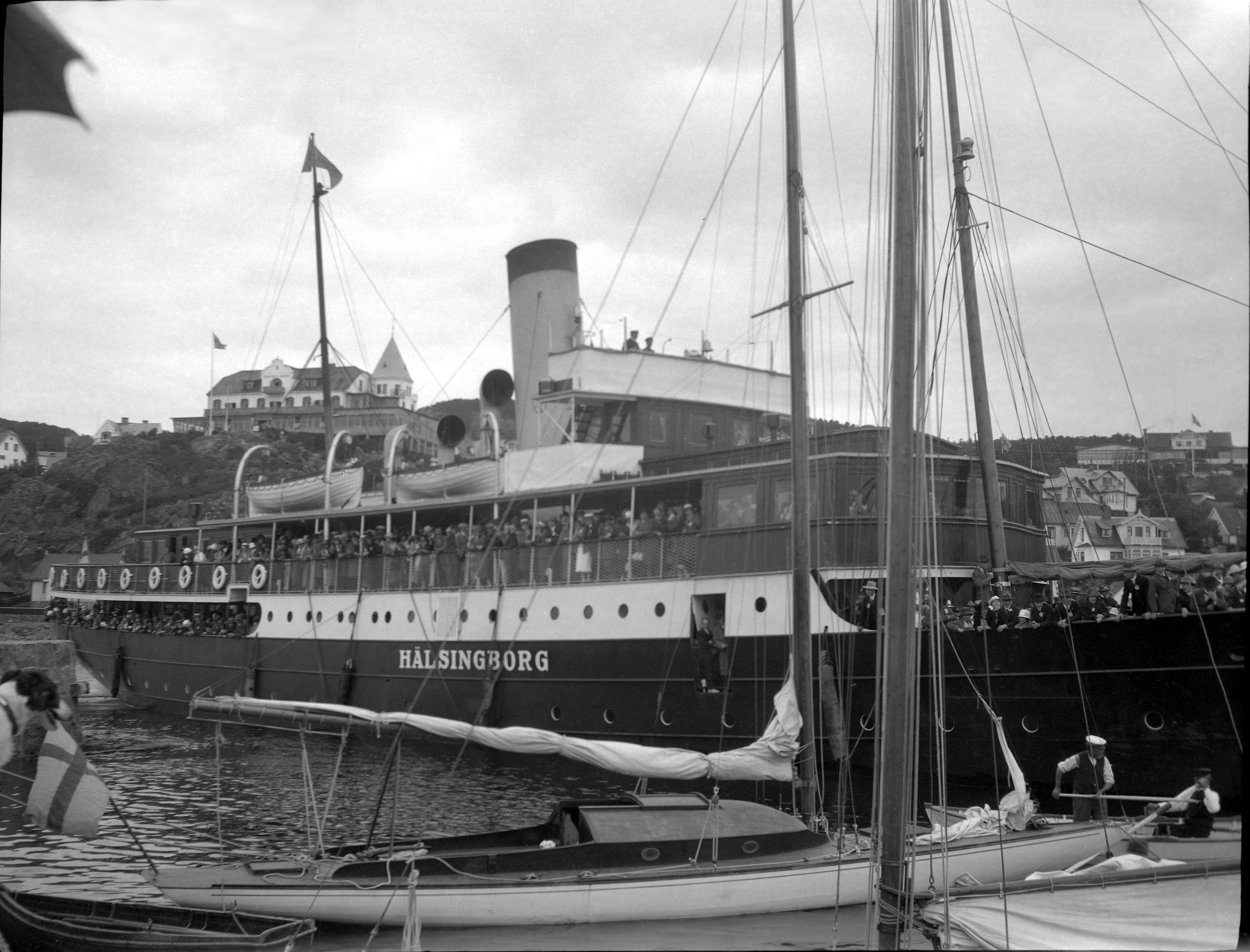
Hälsingborg och segelbåtar i Mölle 1930
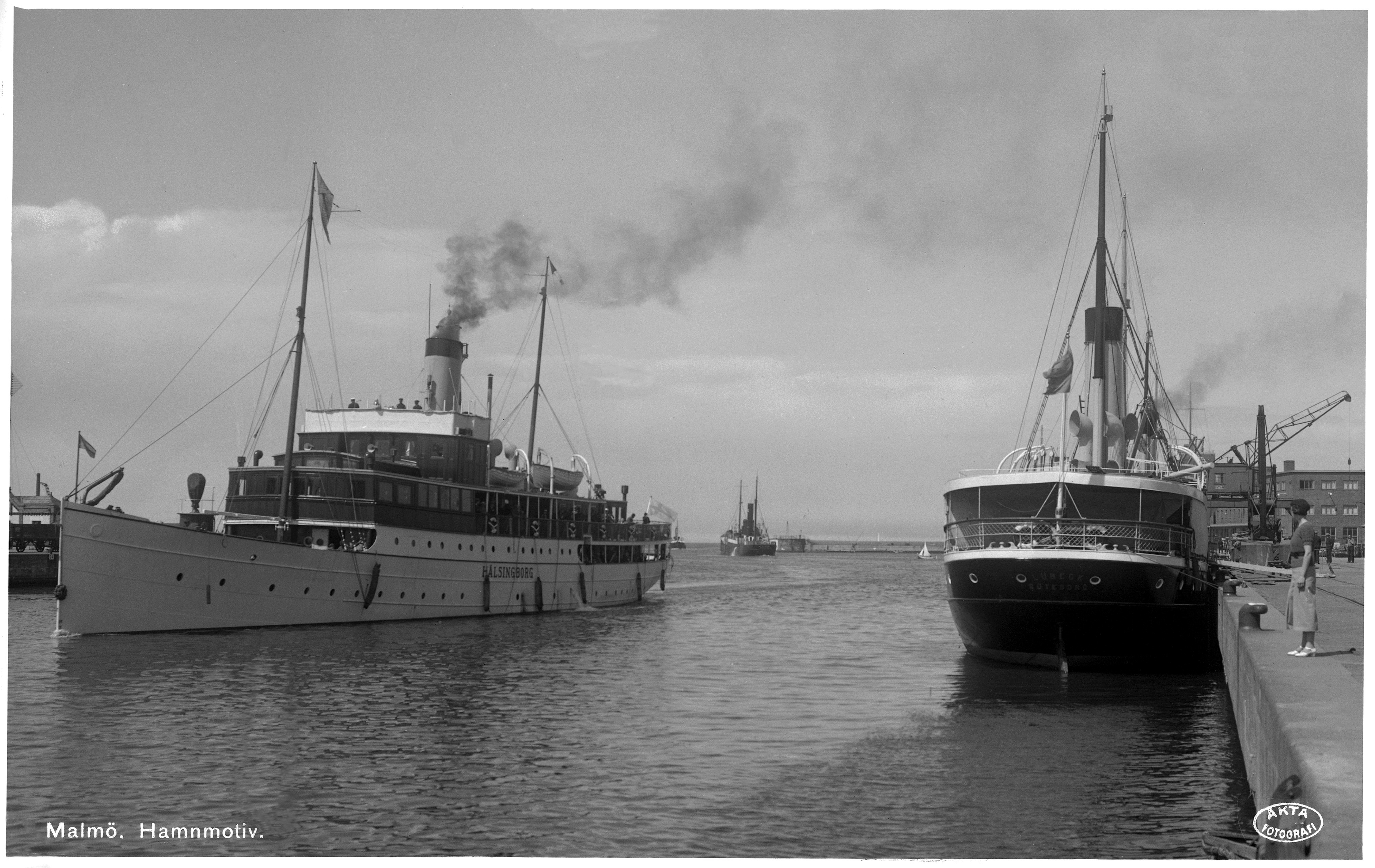
Fartygen Hälsingborg och Lübeck i Malmö hamn
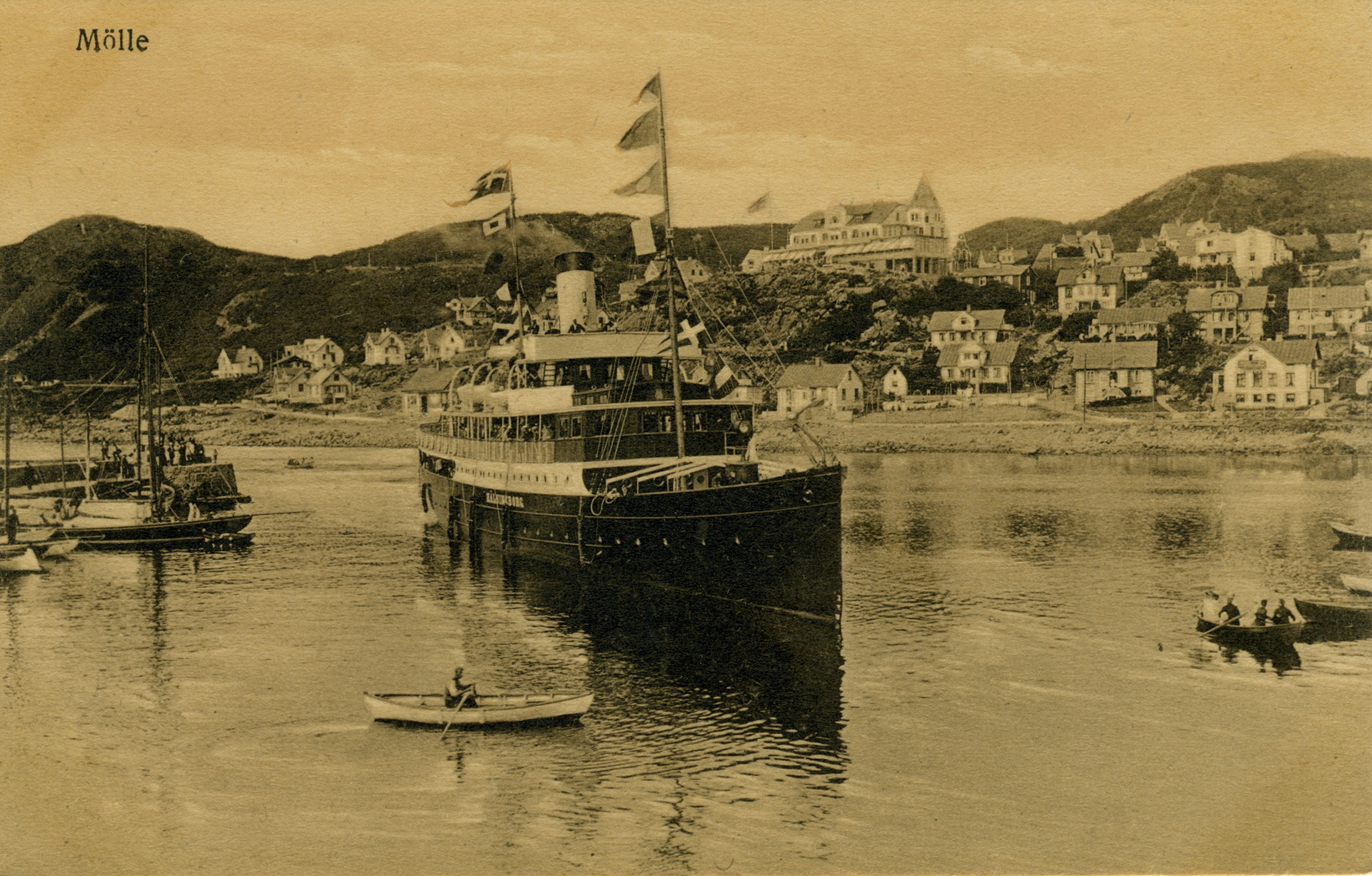
Vykort av fartyget Hälsingborg i Mölle